# Elezioni amministrative in Nagorno Karabakh del 2007
Le elezioni amministrative in Nagorno Karabakh del 2007 si sono tenute il giorno 14 ottobre e sono state le quarte consultazioni per le cariche di sindaco e del “Consiglio degli anziani” di buona parte delle comunità urbane e rurali della repubblica caucasica de facto del Nagorno Karabakh, dal 2017 al 2024 denominata repubblica di Artsakh. Con queste elezioni il mandato di carica passa da triennale a quadriennale.

## Votanti
Secondo i dati della Commissione elettorale centrale hanno votato 58.087 elettori pari al 64,9% degli aventi diritto (89.536). Le elezioni hanno interessato 162 comunità su 227.

## Candidati
Per la carica di capo comunità (sindaco) erano in lizza 292 candidati. Il numero di candidati per il rinnovo dei Consigli degli anziani è stato di 1456 per un totale di 1133 eletti.

## Risultati elezione capi comunità per lista
| Partito                           | Eletti | Percentuale |
| --------------------------------- | ------ | ----------- |
| Partito Democratico dell'Artsakh  | 38     | 23,4%       |
| Federazione Rivoluzionaria Armena | 16     | 9,9%        |
| Partito Comunista dell'Artsakh    | 2      | 1,2%        |
| Libera Patria                     | 2      | 1,2%        |
| Indipendenti                      | 104    | 64,2%       |

## Elezione del sindaco di Stepanakert
Il rinnovo della carica di siandaco della capitale ha dato il seguente risultato:
| Candidato         | Voti   | Percentuale |
| ----------------- | ------ | ----------- |
| Vazgen Michaelyan | 12.186 | 80%         |
| Ara Ghahramanyan  | 1336   | 8,8%        |
| Albert Ghazaryan  | 911    | 6%          |